# Wellington Barracks
Les Wellington Barracks constituent un ensemble de quartiers militaires construits en 1833 suivant les plans de l'architecte Philip Hardwick dans le style néo-classique géorgien. Ils sont situés au centre de Londres sur Birdcage Walk, chaussée longeant le St James's Park et se situant tout près du Palais de Buckingham.
Quartier militaire hébergeant les unités d'infanterie de la Garde du Souverain à l'origine, les Wellington Barracks abritent aussi depuis 1988 le « Guards Museum ».

## Les unités de la Garde royale
La Garde britannique se compose de cinq régiments d'infanterie et deux régiments de cavalerie : 

### Foot Guards
- Les Grenadier Guards sont issus du Régiment de Lord Wentworth, levé en 1656, chargé de la garde rapprochée du roi Charles II alors en exil en Belgique. L’appellation actuelle date de 1877. C’est le premier régiment des gardes. Ils portent un plumet blanc à gauche et les boutons à espaces réguliers.

- Les Coldstream Guards, gardes anglais créés en 1661, sont issus du régiment levé par le général George Monck en 1659 dans la ville de Coldstream, à la frontière de l’Angleterre et de l’Écosse. L’appellation actuelle date de 1855. C’est le deuxième régiment des gardes. Ils portent un plumet rouge à droite et les boutons groupés par deux.

- Les Scots Guards, gardes écossais, sont issus du Régiment Royal du Marquis d’Argyll levé en 1642. L’appellation actuelle date de 1877. C’est le troisième régiment des gardes. Ils portent les boutons groupés par trois et ne portent pas de plumet.

- Les Irish Guards, gardes irlandais, sont créés en 1900 en récompense de la bravoure des Irlandais pendant la deuxième guerre des Boers en Afrique du Sud (du 9 octobre 1899 au 1er juin 1902). C’est le quatrième régiment des gardes. Ils portent un plumet bleu à droite et les boutons groupés par quatre.

- Les Welsh Guards ont été créés en 1915. C’est le cinquième régiment des gardes. Ils portent un plumet vert et blanc à gauche et les boutons groupés par cinq.

### Household Cavalry
Les régiments de Horse Guards sont :
- Les Life Guards portant tunique rouge et plumet blanc,
- Les Blues and Royals en tunique bleue et plumet rouge, unité créée en 1969 par amalgame des régiments « The Royal Horse Guards » (« The Blues ») et « The Royal Dragoons » (« The Royals » ou « First Dragoons »).

## Les quartiers militaires

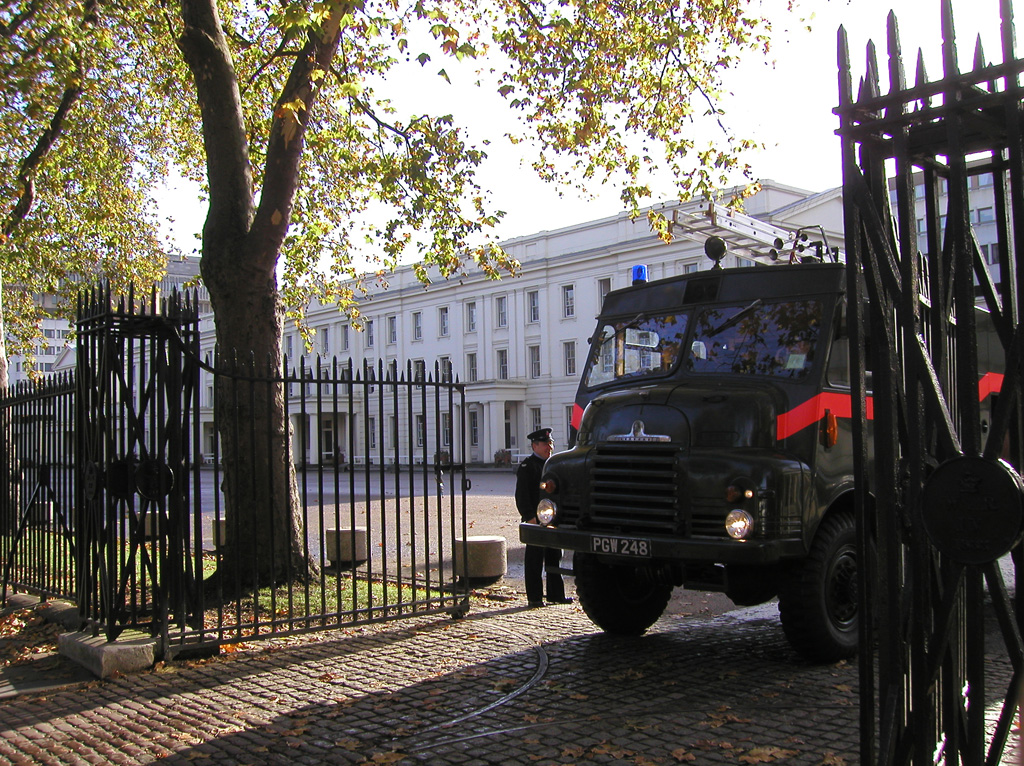
Les Wellington Barracks : une des grilles d'accès vers Birdcage Walk et le Palais de Buckingham. À l'arrière-plan, le Parade Ground et les bâtiments militaires.

Lorsqu'elles sont de service protocolaire à Londres, les unités des Foot Guards sont hébergées dans ces casernements (en anglais : barracks) situés dans la City de Westminster, près du Palais de Buckingham[réf. non conforme], pour leur permettre d'atteindre rapidement celui-ci en cas d'urgence. Ces installations - en particulier le Parade ground situé devant les bâtiments face au St James Park - sont aussi le point de départ des unités lors de la cérémonie de relève de la garde (en anglais : Changing of the Guard).
Les Wellington Barracks constituent le cantonnement de l'unité des Foot Guards détachée en rotation dans la capitale ainsi que celui, permanent, de toutes les cliques et des États-Majors régimentaires.
Les Wellington Barracks offrent de nombreuses installations de détente pour le personnel qui y travaille ou y cantonne, mises à leur disposition par la « NAAFI » : salles de sports, mess, restaurant self-service, local internet, etc.

## La «Guards Chapel»
La Royal Military Chapel ou Guards Chapel est le foyer religieux de la Household Division (en français : « Division de la Garde »). 
Construite en 1838, elle fut endommagée pendant les bombardements du Blitz en 1940/1941. Le dimanche 18 juin 1944, pendant l'office matinal, elle fut touchée par une bombe volante V1 qui provoqua l'effondrement du toit en béton sur la congrégation, tuant 121 personnes et en blessant 141 autres, civils et militaires confondus. Dans les années 1960, la chapelle fut reconstruite dans un style plus moderne.
Le 31 août 2007, les princes William et Henry y organisèrent un service à la mémoire de leur mère, la Princesse Diana à l'occasion du 10e anniversaire de sa disparition.

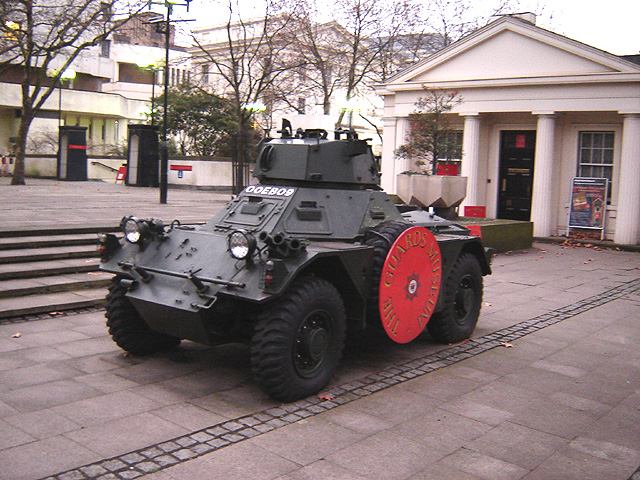
Une automitrailleuse Ferret exposée à l'entrée du Musée (janvier 2006). À l'arrière-plan, l'entrée de la chapelle et les quartiers militaires.

L'entrée de la Guards Chapel se situe à côté du musée.

## Le «Guards Museum»
The Guards Museum est un musée militaire thématique accessible au grand public, inauguré en 1988 et installé dans l'enceinte même du complexe militaire, qui retrace l'histoire des régiments de Foot Guards depuis le XVIIe siècle jusqu'à l'époque contemporaine.
Ses collections comprennent des armes, des pièces d'uniformes et d'équipements militaires, des peintures et dessins ainsi que des galeries photographiques relatant les divers conflits et batailles auxquels les régiments ont pris part.
Les régiments de « Horse Guards » disposent quant à eux de leur propre « Household Cavalry Museum » situé sur « Horse Guards Parade », dans les proches environs du site.